# آی‌شیپ
آی‌شیپ در اصل تعریف فروشگاه SanDisk درباره کاربران پخش کننده موسیقی آی‌پاد شرکت اپل به جای اصلاح SanDisk's own Sansa بود. این اصطلاح فروشگاهی توسط وب‌سایت‌های در زمینه تکنولوژی و انجمن‌های اینترنتی به عنوان یک توهین به کاربران محصولات شرکت اپل به کار گرفته شد. این اصطلاح اغلب برای کسانی که در بحث‌های اینترنتی طرفدار محصولات شرکت اپل هستند به کار می‌رود.

## تاریخچه
این اصطلاح در می سال ۲۰۰۶ وقتی که شرکت SanDisk کمپین آی‌دونت (iDon't) را برای تبلیغ SanDisk Sansa راه‌اندازی کرد معرفی شد. کمپین آی‌شیپ (iSheep) در سال ۲۰۰۶ تحریم شد.